# Deutsche Leichtathletik-Meisterschaften 1999/Resultate
Der Hauptteil der Wettbewerbe bei den 99. Deutschen Leichtathletik-Meisterschaften wurde zwischen dem 2. und 4. Juli 1999 in Erfurt ausgetragen.
In der hier vorliegenden Auflistung werden die in den verschiedenen Wettbewerben jeweils ersten acht platzierten Leichtathletinnen und Leichtathleten aufgeführt. Eine Übersicht mit den Medaillengewinnerinnen und -gewinnern sowie einigen Anmerkungen zu den Meisterschaften findet sich unter dem Link Deutsche Leichtathletik-Meisterschaften 1999.
Wie immer gab es zahlreiche Disziplinen, die zu anderen Terminen an anderen Orten stattfanden – in den folgenden Übersichten jeweils konkret benannt.

## Meisterschaftsresultate Männer

### 100 m
| Platz | Athlet, Verein                                   | Zeit (s) |
| ----- | ------------------------------------------------ | -------- |
| 1     | Holger Blume (TV Wattenscheid 01)                | 10,42    |
| 2     | Patrick Schneider (LG Salamander Kornwestheim)   | 10,44    |
| 3     | Michael Huke (TV Wattenscheid 01)                | 10,50    |
| 4     | Ronny Ostwald (Berliner SC)                      | 10,51    |
| 5     | Jörg Deerberg (LC Paderborn)                     | 10,56    |
| 6     | Falk Schrader (Hallesche Leichtathletik-Freunde) | 10,57    |
| 7     | Thomas Prange (TV Wattenscheid 01)               | 10,57    |
| 8     | Andreas Schofer (MTG Mannheim)                   | 10,66    |

Datum: 3. Juli
Wind: −1,5 m/s

### 200 m
| Platz | Athlet, Verein                       | Zeit (s) |
| ----- | ------------------------------------ | -------- |
| 1     | Stefan Holz (VfL Sindelfingen)       | 20,68    |
| 2     | Holger Blume (TV Wattenscheid 01)    | 20,82    |
| 3     | Florian Gamper (Eintracht Frankfurt) | 21,19    |
| 4     | Ingo Schultz (TSG Bergedorf)         | 21,35    |
| 5     | Uwe Eisenbeis (LC Rehlingen)         | 21,47    |
| 6     | Andreas Hein (LG Wetzlar)            | 21,55    |
| 7     | Manuel Milde (SCC Berlin)            | 21,66    |
| 8     | Daniel Bittner (ASV Köln)            | 21,69    |

Datum: 4. Juli
Wind: −1,0 m/s

### 400 m
| Platz | Athlet, Verein                      | Zeit (s) |
| ----- | ----------------------------------- | -------- |
| 1     | Stefan Holz (VfL Sindelfingen)      | 45,19    |
| 2     | Maik Liebe (LAC Erdgas Chemnitz)    | 45,73    |
| 3     | Ruwen Faller (TV Wehr)              | 45,74    |
| 4     | Ingo Schultz (TSG Bergedorf)        | 45,99    |
| 5     | Marco Krause (LAC Erdgas Chemnitz)  | 46,08    |
| 6     | Lars Figura (Werder Bremen)         | 46,20    |
| 7     | Jens Dautzenberg (Alemannia Aachen) | 46,32    |
| 8     | Marcel Knospe (ASV Köln)            | 46,67    |

Datum: 3. Juli

### 800 m
| Platz | Athlet, Verein                            | Zeit (min) |
| ----- | ----------------------------------------- | ---------- |
| 1     | Nils Schumann (SV Creaton Großengottern)  | 1:45,78    |
| 2     | Nico Motchebon (LAC Quelle Fürth/München) | 1:46,72    |
| 3     | Felix Leiter (TV Wattenscheid 01)         | 1:47,71    |
| 4     | Tarik Bourrouag (TSV Bayer 04 Leverkusen) | 1:48,44    |
| 5     | Oliver Daum (LG Staufen)                  | 1:48,55    |
| 6     | René Breitenstein (SC Magdeburg)          | 1:48,67    |
| 7     | Tobias Dertmann (LG Olympia Dortmund)     | 1:49,26    |
| DNF   | Mark Eplinius (LAC Quelle Fürth/München)  |            |

Datum: 4. Juli

### 1500 m
| Platz | Athlet, Verein                            | Zeit (min) |
| ----- | ----------------------------------------- | ---------- |
| 1     | Rüdiger Stenzel (TV Wattenscheid 01)      | 3:41,49    |
| 2     | Jan Fitschen (TV Wattenscheid 01)         | 3:42,31    |
| 3     | Michael Gottschalk (SCC Berlin)           | 3:42,68    |
| 4     | Lars Kelpien (LAC Erdgas Chemnitz)        | 3:43,57    |
| 5     | Christian Goy (Rheinsberger SV)           | 3:45,04    |
| 6     | Steffen Teichmann (TSV Cottbus)           | 3:45,43    |
| 7     | German Hehn (LG Domspitzmilch Regensburg) | 3:45,49    |
| 8     | Philipp Legath (LAC Quelle Fürth/München) | 3:46,66    |

Datum: 4. Juli

### 5000 m
| Platz | Athlet, Verein                                | Zeit (min) |
| ----- | --------------------------------------------- | ---------- |
| 1     | Dieter Baumann (TSV Bayer 04 Leverkusen)      | 13:46,77   |
| 2     | Sebastian Hallmann (LAC Quelle Fürth/München) | 14:06,44   |
| 3     | Alexander Lubina (TV Wattenscheid 01)         | 14:19,26   |
| 4     | Christian Thörner (TSV Gräfelfing)            | 14:21,08   |
| 5     | Sebastian Bürklein (TV Wattenscheid 01)       | 14:21,40   |
| 6     | Guido Streit (TSV Bayer 04 Leverkusen)        | 14:22,64   |
| 7     | Rainer Wachenbrunner (LG Nike Berlin)         | 14:25,21   |
| 8     | Oliver Dietz (TSV Gerbrunn)                   | 14:29,75   |

Datum: 3. Juli

### 10.000 m
| Platz | Athlet, Verein                                    | Zeit (min) |
| ----- | ------------------------------------------------- | ---------- |
| 1     | Thorsten Naumann (USC Mainz)                      | 29:08,15   |
| 2     | Martin Block (TSV Bayer 04 Leverkusen)            | 29:08,87   |
| 3     | Michael Fietz (LG Ratio Münster)                  | 29:20,10   |
| 4     | Sebastian Bürklein (TV Wattenscheid 01)           | 29:24,90   |
| 5     | Oliver Mintzlaff (LG Bonn-Troisdorf-Niederkassel) | 29:40,02   |
| 6     | Georg Diettrich (LG Braunschweig)                 | 29:53,88   |
| 7     | Jens Karraß (SC Brandenburg Berlin)               | 29:57,53   |
| 8     | Axel Gärntke (TuS 1894 Wallmerod)                 | 30:54,69   |

Datum: 22. Mai
fand in Leinfelden statt

### Halbmarathon
| Platz | Athlet, Verein                                    | Zeit (h) |
| ----- | ------------------------------------------------- | -------- |
| 1     | Carsten Eich (LAC Quelle Fürth/München)           | 1:03:16  |
| 2     | Christian Fischer (Korschenbroicher LC)           | 1:03:53  |
| 3     | Michael Fietz (LG Ratio Münster)                  | 1:03:55  |
| 4     | Rainer Wachenbrunner (LG Nike Berlin)             | 1:04:02  |
| 5     | Oliver Mintzlaff (LG Bonn/Troisdorf/Niederkassel) | 1:04:35  |
| 6     | Sebastian Bürklein (TV Wattenscheid 01)           | 1:04:38  |
| 7     | Robert Langfeld (Korschenbroicher LC)             | 1:04:48  |
| 8     | Jürgen Kerl (LG Braunschweig)                     | 1:04:50  |

Datum: 27. März
fand in Xanten statt

### Halbmarathon, Mannschaftswertung
| Platz | Verein, Besetzung                                                              | Zeit (h) |
| ----- | ------------------------------------------------------------------------------ | -------- |
| 1     | LAC Quelle Fürth/München (Carsten Eich, Habib Boukechab, Michael Hass)         | 3:14:48  |
| 2     | Korschenbroicher LC (Christian Fischer, Robert Langfeld, Holger Ahrenberg)     | 3:16:07  |
| 3     | LG Braunschweig (Jürgen Kerl, Jörn Wagner, Georg Diettrich)                    | 3:17:14  |
| 4     | SC DHfK Leipzig (Carsten Ender, Matthias Körner, Torsten Grube)                | 3:20:33  |
| 5     | USC Freiburg (Markus Bohmann, Tobias Feltgen, Maier)                           | 3:24:12  |
| 6     | LG Bonn/Troisdorf/Niederkassel (Oliver Mintzlaff, Rolf Hollain, Dirk Kuhlmann) | 3:24:32  |
| 7     | Spiridon Frankfurt (Nick Ehrhart, Markus Rech, Vincenzo Leanza)                | 3:27:44  |
| 8     | LG Ludwigsburg (John Schondelmayer, Manuel Passos, Jochen Obenland)            | 3:50:50  |

Datum: 27. März
fand in Xanten statt

### Marathon
| Platz | Athlet, Verein                             | Zeit (h) |
| ----- | ------------------------------------------ | -------- |
| 1     | Carsten Eich (LAC Quelle Fürth/München)    | 2:10:22  |
| 2     | Martin Strege (SV Creaton Großengottern)   | 2:13:35  |
| 3     | Michael Fietz (LG Ratio Münster)           | 2:14:58  |
| 4     | Michael Hass (LAC Quelle Fürth/München)    | 2:18:52  |
| 5     | John Schondelmayer (SG Ludwigsburg)        | 2:19:01  |
| 6     | Habib Boukechab (LAC Quelle Fürth/München) | 2:20:01  |
| 7     | Eike Loch (LAC Quelle Fürth/München)       | 2:20:31  |
| 8     | Thomas Bartholome (LC Hansa Stuhr)         | 2:21:09  |

Datum: 25. April
fand im Rahmen des Hamburg-Marathons statt

### Marathon, Mannschaftswertung
| Platz | Verein, Besetzung                                                          | Zeit (h) |
| ----- | -------------------------------------------------------------------------- | -------- |
| 1     | LAC Quelle Fürth/München I (Carsten Eich, Michal Hass, Habib Boukechab)    | 6:49:15  |
| 2     | TSG Bergedorf (Steffen Benecke, Andreas Hünerberg, Bernd Trommer)          | 7:22:39  |
| 3     | SC DHfK Leipzig (Jens Borrmann, Carsten Ender, Holger Munkelt)             | 7:22:50  |
| 4     | LAC Quelle Fürth/München II (Eike Loch, Klaus-Peter Nabein, Mariusz Tymek) | 7:23:03  |
| 5     | SG Ludwigsburg (John Schondelmayer, Jochen Obenland, Manuel Passos)        | 7:43:36  |
| 6     | LG Braunschweig (Jürgen Kerl, Christian Husmann, Dirk Loose)               | 7:43:45  |
| 7     | TV Geiselhöring (Michael Braun, Werner Grill, Bernhard Lohmeier)           | 7:45:23  |
| 8     | LG Olympia Dortmund (Jens Wilky, Julian Mika, Ansgar Lenfers)              | 7:46:11  |

Datum: 25. April
fand im Rahmen des Hamburg-Marathons statt

### 100-km-Straßenlauf
| Platz | Athlet, Verein                           | Zeit (h) |
| ----- | ---------------------------------------- | -------- |
| 1     | Rainer Müller (LTF Marpingen)            | 6:26:53  |
| 2     | Karsten Müller (TSV Eintracht Hittfeld)  | 6:26:56  |
| 3     | Volker Krajenski (SV Germania Helmstedt) | 6:43:19  |
| 4     | Jörg Hooß (LTF Marpingen)                | 7:05:59  |
| 5     | Heinrich Karlsohn (Lauffreunde Bönen)    | 7:12:04  |
| 6     | Klaus Dock (TSV Wanna)                   | 7:13:00  |
| 7     | Wolfgang Schneider (LGV Marathon Gießen) | 7:13:43  |
| 8     | Wolfgang Thamm (SuS Schalke 96)          | 7:13:52  |

Datum: 10. April
fand in Troisdorf statt

### 100-km-Straßenlauf, Mannschaftswertung
| Platz | Verein, Besetzung                                                          | Zeit (h) |
| ----- | -------------------------------------------------------------------------- | -------- |
| 1     | LTF Marpingen I (Rainer Müller, Jürgen Hooß, Werner Alles)                 | 21:13:56 |
| 2     | SSC Hanau/Rodenbach (Dr. Stefan Hinze, Heinz-Werner Janicke, Helmut Kreiß) | 24:20:17 |
| 3     | Lauftreff Endingen (Joachim Hauser, Peter Klorer, Norbert Martin)          | 22:36:25 |
| 4     | SuS Schalke 96 (Wolfgang Thamm, Ludger Garding, Jürgen Skowronek)          | 25:04:05 |
| 5     | Eichenkreuz Schwaikheim (Michael Sommer, Gerd Blietschau, Werner)          | 25:30:18 |
| 6     | LTF Marpingen II (Peter Gräßer, Stefan Feller, Volkhard Bach)              | 26:04:54 |
| 7     | ST Marburg (Eugen Leipner, Klaus Hoffmann, Harald Bajohr)                  | 26:10:57 |
| 8     | SG Elte (Manfred Neumann, Richard Lüttmann, Manuel Moreira)                | 26:32:59 |

Datum: 10. April
fand in Troisdorf statt

### 110 m Hürden
| Platz | Athlet, Verein                               | Zeit (s) |
| ----- | -------------------------------------------- | -------- |
| 1     | Florian Schwarthoff (ABC Ludwigshafen)       | 13,28    |
| 2     | Ralf Leberer (SSV Ulm 1846)                  | 13,67    |
| 3     | Mike Fenner (LG Nike Berlin)                 | 13,68    |
| 4     | Jan Schindzielorz (LAC Quelle Fürth/München) | 13,74    |
| 5     | Thomas Blaschek (TuS Jena)                   | 13,96    |
| 6     | Jörn Lichtenhagen (TSV Bayer 04 Leverkusen)  | 14,04    |
| 7     | Filip Bickel (OSC Berlin)                    | 14,09    |
| 8     | Ralf Ruth (LC Rehlingen)                     | 14,25    |

Datum: 4. Juli
Wind: −0,5 m/s

### 400 m Hürden
| Platz | Athlet, Verein                            | Zeit (s) |
| ----- | ----------------------------------------- | -------- |
| 1     | Thomas Goller (Dresdner SC)               | 48,83    |
| 2     | Steffen Kolb (LG Offenburg)               | 50,40    |
| 3     | Jan Schneider (CVJM Siegen)               | 50,41    |
| 4     | Dirk Riekmann (THW Kiel)                  | 51,30    |
| 5     | Daniel Hechler (TSV Bayer 04 Leverkusen)  | 51,39    |
| 6     | Volker Bohn (Eintracht Frankfurt)         | 51,54    |
| 7     | Marco Kleinsteuber (LG Olympia Dortmund)  | 51,71    |
| 8     | Stefan Bönisch (LAC Quelle Fürth/München) | 52,17    |

Datum: 3. Juli

### 3000 m Hindernis
| Platz | Athlet, Verein                                | Zeit (min) |
| ----- | --------------------------------------------- | ---------- |
| 1     | André Green (LG Wedel-Pinneberg)              | 8:30,31    |
| 2     | Frank Bruder (LG Bäderkreis)                  | 8:33,07    |
| 3     | Christian Knoblich (LAC Quelle Fürth/München) | 8:36,95    |
| 4     | Ralf Aßmus (SV Creaton Großengottern)         | 8:44,16    |
| 5     | Filmon Ghirmai (SG Gomaringen/Pliezhausen)    | 8:44,21    |
| 6     | Thorsten Witte (LG Braunschweig)              | 8:53,55    |
| 7     | Christian Stang (TV Schriesheim)              | 8:56,23    |
| 8     | Markus Behnke (LG Nord Berlin)                | 9:01,39    |

Datum: 4. Juli

### 4 × 100 m Staffel
| Platz | Verein, Besetzung                                                                                 | Zeit (s) |
| ----- | ------------------------------------------------------------------------------------------------- | -------- |
| 1     | LG Salamander Kornwestheim (Thorsten Schulz, Patrick Schneider, Mike Höschele, Christian Schacht) | 39,27    |
| 2     | TV Wattenscheid 01 (Marc Blume, Michael Huke, Holger Blume, Sebastian Ernst)                      | 39,29    |
| 3     | VfL Sindelfingen (Holger Vogelsang, Stefan Holz, Tobias Unger, Marc Kochan)                       | 40,13    |
| 4     | ASV Köln (Andre Thomson, Jacek Balin, Veit Wolff, Daniel Bittner)                                 | 40,23    |
| 5     | Eintracht Frankfurt (Patrick Wirth, Christian Geiser, Holger Kunz, Florian Gamper)                | 40,50    |
| 6     | LAC Quelle Fürth/München (Thomas Hüttinger, Jürgen Urban, Michael Dietz, Jan Schindzielorz)       | 40,58    |
| 7     | MTG Mannheim (Benjamin Knörzer, Andreas Schofer, Michael Schäfer, Andreas Lober)                  | 40,81    |
| DSQ   | LC Rehlingen (Ralf Ruth, Roger Gräber, Andreas Ruth, Uwe Eisenbeis)                               |          |

Datum: 3. Juli

### 4 × 400 m Staffel
| Platz | Verein, Besetzung                                                                         | Zeit (min) |
| ----- | ----------------------------------------------------------------------------------------- | ---------- |
| 1     | LAC Quelle Fürth/München (Stefan Bönisch, Norbert Wörlein, Mark Eplinius, Nico Motchebon) | 3:07,71    |
| 2     | TSV Bayer 04 Leverkusen (Benjamin Nitze, Klaus Ehrnsperger, Daniel Hechler, René Oblong)  | 3:08,05    |
| 3     | LAC Erdgas Chemnitz (Sylvio Freund, Maik Liebe, U. Jahn, Marco Krause)                    | 3:08,69    |
| 4     | OTB Osnabrück (Christian Eggeling, Helge Parczanka, Thomas Johanterwage, Holger Rebbe)    | 3:12,01    |
| 5     | LG Staufen (Wolfgang Kraus, Jochen Obenland, Markus Schlecht, Oliver Daum)                | 3:12,31    |
| 6     | CVJM Siegen (T. Lehmann, Steffen Co, Jochen Langenbach, Jan Schneider)                    | 3:13,00    |
| 7     | ASV Köln (H. Wandel, Achim Baldus, T. Wagner, Alexander Kuhnert)                          | 3:13,62    |
| 8     | LG Olympia Dortmund (Frank Busemann, Gerko Siemer, Marco Kleinsteubner, Tobias Dertmann)  | 3:13,91    |

Datum: 4. Juli

### 3 × 1000 m Staffel
| Platz | Verein, Besetzung                                                        | Zeit (min) |
| ----- | ------------------------------------------------------------------------ | ---------- |
| 1     | SV Creaton Großengottern (Nils Schumann, Dirk Heinze, Ralf Aßmus)        | 7:03,96    |
| 2     | LG Staufen (Stephan Eberle, Jochen Obenland, Oliver Daum)                | 7:13,48    |
| 3     | LAC Quelle Fürth/München (Philipp Legath, Mark Eplinius, Nico Motchebon) | 7:14,02    |
| 4     | TSV Bayer 04 Leverkusen II (Martin Block, Mario Kröckert, Guido Streit)  | 7:17,53    |
| 5     | LG Olympia Dortmund (Pierre Ayadi, Ansgar Varnhagen, Tobias Dertmann)    | 7:19,06    |
| 6     | TSV Bayer 04 Leverkusen I (Michael Stemmler, Jan Drees, Christian Dörr)  | 7:19,26    |
| 7     | ART Düsseldorf (Daniel Kelterbaum, Jens Bergmann, Frank van Thiel)       | 7:20,36    |
| 8     | TSV Kronshagen (Torben Detlefsen, Christian Güssow, Lars Neumann)        | 7:20,49    |

Datum: 11. Juli
fand in Duisburg statt

### 20-km-Gehen
| Platz | Athlet, Verein                            | Zeit (h) |
| ----- | ----------------------------------------- | -------- |
| 1     | Andreas Erm (LAC Halensee Berlin)         | 1:25:30  |
| 2     | Nischan Daimer (LAC Quelle Fürth/München) | 1:27:24  |
| 3     | Denis Franke (LAC Quelle Fürth/München)   | 1:28:14  |
| 4     | Denis Trautmann (LGV Gleina)              | 1:29:14  |
| 5     | Axel Noack (OSC Berlin)                   | 1:30:02  |
| 6     | Mike Trautmann (LGV Gleina)               | 1:30:19  |
| 7     | Thomas Wallstab (Erfurter LAC)            | 1:30:48  |
| 8     | Volkmar Scholz (OSC Berlin)               | 1:31:40  |

Datum: 2. Juli

### 20-km-Gehen, Mannschaftswertung
| Platz | Verein, Besetzung                                                           | Zeit (h) |
| ----- | --------------------------------------------------------------------------- | -------- |
| 1     | LAC Quelle Fürth/München I (Nischan Daimer, Denis Franke, Marcus Hackbusch) | 4:28:00  |
| 2     | LGV Gleina (Denis Trautmann, Mike Trautmann, Marino Grandi)                 | 4:32:58  |
| 3     | OSC Berlin (Axel Noack, Guido Scholz, Thorsten Herbst)                      | 4:35:51  |
| 4     | LAC Quelle Fürth/München II (Peter Zanner, Michael Lohse, Hardy Koschollek) | 4:56:33  |
| 5     | TSV Dresden (Sten Reichel, Andreas Höntsch, Jean Hoffmann)                  | 5:07:42  |
| 6     | ASV Erfurt (Frank Roland, Ronald Papst, Karsten Staedler)                   | 5:14:57  |

Datum: 2. Juli
keine weiteren Mannschaften in der Wertung

### 50-km-Gehen
| Platz | Athlet, Verein                              | Zeit (h) |
| ----- | ------------------------------------------- | -------- |
| 1     | Robert Ihly (LG Offenburg)                  | 3:51:06  |
| 2     | Denis Franke (LAC Quelle Fürth/München)     | 3:57:56  |
| 3     | Peter Zanner (LAC Quelle Fürth/München)     | 4:01:24  |
| 4     | Michael Lohse (LAC Quelle Fürth/München)    | 4:05:33  |
| 5     | Andreas Höntsch (TSV Dresden)               | 4:11:05  |
| DNF   | Wolfram Halbot (ASV Erfurt)                 |          |
| DNF   | Wolfgang Hammer (LLC Marathon Regensburg)   |          |
| DNF   | Heinrich Jakob (TV Bad Krotzingen)          |          |
| DNF   | Horst Kiepert (ASV Erfurt)                  |          |
| DNF   | Hardy Koschollek (LAC Quelle Fürth/München) |          |
| DNF   | Joachim Maier (SV Breitenbrunn)             |          |
| DNF   | Axel Noack (OSC Berlin)                     |          |
| DNF   | Ronald Papst (ASV Erfurt)                   |          |
| DNF   | Alfons Schwarz (LAC Quelle Fürth/München)   |          |
| DNF   | Karsten Staedler (ASV Erfurt)               |          |
| DNF   | Denis Trautmann (LGV Gleina)                |          |
| DNF   | Dieter Zschiesche (THW Kiel)                |          |

Datum: 6. Juni
fand in Naumburg statt

### 50-km-Gehen, Mannschaftswertung –inoffiziell
| Platz | Verein, Besetzung                                                              | Zeit (h) |
| ----- | ------------------------------------------------------------------------------ | -------- |
| 1     | LAC Quelle Fürth/München I (Denis Franke, Peter Zanner, Michael Lohse)         | 12:04:53 |
| 2     | LAC Quelle Fürth/München II (Steffen Borsch, Alfons Schwarz, Hardy Koschollek) | 13:59:20 |

Datum: 6. Juni
nur 2 Mannschaften in der Wertung
fand in Naumburg statt

### Hochsprung
| Platz | Athlet, Verein                             | Höhe (m) |
| ----- | ------------------------------------------ | -------- |
| 1     | Martin Buß (OSC Berlin)                    | 2,30     |
| 2     | Christian Rhoden (TSV Bayer 04 Leverkusen) | 2,26     |
| 3     | Wolfgang Kreißig (MTG Mannheim)            | 2,20     |
| 4     | Roman Fricke (Werder Bremen)               | 2,13     |
| 5     | Kristofer Lamos (LG Frankfurt)             | 2,13     |
| 6     | Frank Seiter (Dresdner SC)                 | 2,09     |
| 7     | Lars Helbig (TG Heilbronn)                 | 2,09     |
| 9     | Rainer Schubert (TV 1884 Marktheidenfeld)  | 2,09     |

Datum: 4. Juli

### Stabhochsprung
| Platz | Athlet, Verein                                | Höhe (m) |
| ----- | --------------------------------------------- | -------- |
| 1     | Tim Lobinger (ASV Köln)                       | 5,90     |
| 2     | Michael Stolle (TSV Bayer 04 Leverkusen)      | 5,85     |
| 3     | Danny Ecker (TSV Bayer 04 Leverkusen)         | 5,85     |
| 4     | Andrei Tivontschik (USC Mainz)                | 5,80     |
| 5     | Richard Spiegelburg (TSV Bayer 04 Leverkusen) | 5,60     |
| 6     | Hendrik Hübner (TSV Bayer 04 Leverkusen)      | 5,50     |
| 7     | Ralf Schmidt (LAZ Zweibrücken)                | 5,40     |
| 8     | Björn Otto (LAV Bayer Uerdingen/Dormagen)     | 5,40     |

Datum: 3. Juli

### Weitsprung
| Platz | Athlet, Verein                                | Weite (m) |
| ----- | --------------------------------------------- | --------- |
| 1     | Konstantin Krause (LG Ohra Hörselgas)         | 8,21      |
| 2     | Kofi Amoah Prah (LAC Halensee Berlin)         | 8,19      |
| 3     | Volker Ehrmann (LAV Bayer Uerdingen/Dormagen) | 7,70      |
| 4     | Michael Hessek (SV Saar 05 Saarbrücken)       | 7,69      |
| 5     | Torsten Baum (SSC Bad Sooden-Allendorf)       | 7,65      |
| 6     | Philip Ibe (TSV Bayer 04 Leverkusen)          | 7,63      |
| 7     | Alexander Schmidt (Erfurter LAC)              | 7,48      |
| 8     | Thorsten Heide (TK Hannover)                  | 7,47      |

Datum: 3. Juli

### Dreisprung
| Platz | Athlet, Verein                                  | Weite (m) |
| ----- | ----------------------------------------------- | --------- |
| 1     | Charles Friedek (TSV Bayer 04 Leverkusen)       | 17,00     |
| 2     | Hrvoje Verzi (LAC Quelle Fürth/München)         | 16,15     |
| 3     | Jens Schweitzer (LG Frankfurt)                  | 16,10     |
| 4     | Karsten Richter (LAV Bayer Uerdingen/Dormagen)  | 16,07     |
| 5     | Michael Röhlen (LAZ/DJK Mönchengladbach-Kempen) | 15,90     |
| 6     | Mathias Hujo (Erfurter LAC)                     | 15,85     |
| 7     | Axel Didion (LG Pax Zwickau)                    | 15,56     |
| 8     | Alexander Karge (SC Hoyerswerda)                | 15,31     |

Datum: 4. Juli

### Kugelstoßen
| Platz | Athlet, Verein                                | Weite (m) |
| ----- | --------------------------------------------- | --------- |
| 1     | Oliver-Sven Buder (TV Wattenscheid 01)        | 21,15     |
| 2     | Gunnar Pfingsten (MTG Mannheim)               | 20,00     |
| 3     | Michael Mertens (LG Göttingen)                | 19,60     |
| 4     | Andy Dittmar (LG Ohra Hörsel)                 | 19,58     |
| 5     | René Sack (LAZ Leipzig)                       | 19,06     |
| 6     | Oliver Dück (LAC Quelle Fürth/München)        | 19,03     |
| 7     | Andreas Deuschle (LG Salamander Kornwestheim) | 18,98     |
| 8     | Dirk Urban (LG Neumünster)                    | 18,70     |

Datum: 3. Juli

### Diskuswurf
| Platz | Athlet, Verein                             | Weite (m) |
| ----- | ------------------------------------------ | --------- |
| 1     | Jürgen Schult (SC Riesa)                   | 66,47     |
| 2     | Andreas Seelig (USC Mainz)                 | 65,83     |
| 3     | Michael Möllenbeck (TV Wattenscheid 01)    | 65,80     |
| 4     | Lars Riedel (LAC Erdgar Chemnitz)          | 65,78     |
| 5     | Marco Jacobs (TSV Bayer 04 Leverkusen)     | 61,64     |
| 6     | Michael Lischka (LG VfB/Kickers Stuttgart) | 61,44     |
| 7     | Tolga Köseoglu (SG Ludwigsburg)            | 61,15     |
| 8     | Olaf Többen (LAV Bayer Uerdingen/Dormagen) | 60,53     |

Datum: 4. Juli
Hier gab es ein in der Spitze und Breite hervorragendes Ergebnis mit acht Werfern über 60 Meter, Weltrekordler Jürgen Schult übertraf als Deutscher Meister 66 Meter und Olympiasieger Lars Riedel – gebeutelt von Verletzungen – belegte trotz einer Weite von 65,78 m nur den vierten Platz.

### Hammerwurf
| Platz | Athlet, Verein                                  | Weite (m) |
| ----- | ----------------------------------------------- | --------- |
| 1     | Karsten Kobs (LG Olympia Dortmund)              | 79,53     |
| 2     | Heinz Weis (TSV Bayer 04 Leverkusen)            | 77,17     |
| 3     | Holger Klose (Eintracht Frankfurt)              | 76,78     |
| 4     | Claus Dethloff (LAV Bayer Uerdingen/Dormagen)   | 72,21     |
| 5     | Peter Kubera (LSG Saarbrücken-Sulzbachtal)      | 71,72     |
| 6     | Ralf Jossa (SV Herzberg)                        | 71,51     |
| 7     | Kay Maybach (LAV Bayer Uerdingen/Dormagen)      | 769,40    |
| 8     | Benjamin Boruschewski (TSV Bayer 04 Leverkusen) | 66,90     |

Datum: 4. Juli

### Speerwurf
| Platz | Athlet, Verein                             | Weite (m) |
| ----- | ------------------------------------------ | --------- |
| 1     | Raymond Hecht (SC Magdeburg)               | 86,69     |
| 2     | Boris Henry (SV Saar 05 Saarbrücken)       | 86,12     |
| 3     | Peter Blank (Eintracht Frankfurt)          | 82,26     |
| 4     | Manuel Nau (VfV Spandau)                   | 80,74     |
| 5     | Daniel Daub (SV Saar 05 Saarbrücken)       | 78,39     |
| 6     | Christian Nicolay (TV Wattenscheid 01)     | 76,79     |
| 7     | Christian Fusenig (SV Saar 05 Saarbrücken) | 76,18     |
| 8     | Mark Frank (1. LAV Rostock)                | 75,88     |

Datum: 3. Juli

### Zehnkampf
| Platz | Athlet, Verein                          | Leistung (Pkte) |
| ----- | --------------------------------------- | --------------- |
| 1     | Mike Maczey (MobilCom Zehnkampf Welle)  | 8104            |
| 2     | Stefan Schmid (LG Karlstadt)            | 7981            |
| 3     | Jörg Goedicke (OSC Berlin)              | 7748            |
| 4     | Georg Zwirner (TSV Bayer 04 Leverkusen) | 7501            |
| 5     | Axel Sacharowitz (OSC Berlin)           | 7437            |
| 6     | Christian Savoia (LT DSHS Köln)         | 7069            |
| 7     | Christian Haase (OSC Berlin)            | 7047            |
| 8     | Michael Striewe (LC Paderborn)          | 7034            |

Datum: 4./5. September
fand in Lage statt

### Zehnkampf, Mannschaftswertung
| Platz | Verein, Besetzung                                                            | Leistung (Pkte) |
| ----- | ---------------------------------------------------------------------------- | --------------- |
| 1     | OSC Berlin (Jörg Goedicke, Axel Sacharowitz, Christian Haase)                | 22.232          |
| 2     | MobilCom Zehnkampf-Welle (Mike Maczey, Boris Kawohl, Nils Winter)            | 22.227          |
| 3     | LAZ Wasserburg/Markt Schwaben (Peter Hargasser, Stefan Wimmer, Ulf Böhrnsen) | 20.931          |
| 4     | TV Norden (Patrick Pfingsten, Jens Rabenstein, Volker Tebben)                | 20.928          |
| 5     | LG Domspitzmilch Regensburg (Bernhard Floder, Wolfgang Hübl, Gregor Neumann) | 20.482          |
| 6     | LT DSHS Köln I (Christian Savoia, Holger Loogen, Martin Otte)                | 20.431          |
| 7     | LT DSHS Köln II (Holger Kemper, Sebastian Netzel, Jonas Nerl)                | 18.427          |

Datum: 4./5. September
fand in Lage statt
keine weiteren Mannschaften in der Wertung

### CrosslaufMittelstrecke –4,2 km
| Platz | Athlet, Verein                                | Zeit (min) |
| ----- | --------------------------------------------- | ---------- |
| 1     | Rüdiger Stenzel (TV Wattenscheid 01)          | 12:11      |
| 2     | Carsten Schütz (TV Wattenscheid 01)           | 12:13      |
| 3     | Dirk Heinze (SV Creaton Großengottern)        | 12:13      |
| 4     | Oliver Grund (Eintracht Frankfurt)            | 12:14      |
| 5     | Robert Langfeld (Korschenbroicher LC)         | 12:14      |
| 6     | Thorsten Kallweit (LAC Veltins Hochsauerland) | 12:23      |
| 7     | Patrick Schellhammer (Eintracht Frankfurt)    | 12:25      |
| 8     | Felix Leiter (TV Wattenscheid 01)             | 12:26      |

Datum: 27. November
fand in Viersen statt

### CrosslaufMittelstrecke –4,2 km, Mannschaftswertung
| Platz | Verein, Besetzung                                                         | Platzziffer |
| ----- | ------------------------------------------------------------------------- | ----------- |
| 1     | TV Wattenscheid 01 (Rüdiger Stenzel, Carsten Schütz, Felix Leiter)        | 11          |
| 2     | Eintracht Frankfurt (Oliver Grund, Patrick Schellhammer, Florian Hild)    | 23          |
| 3     | Korschenbroicher LC (Robert Langfeld, Holger Ahrenberg, Peter Kühne)      | 34          |
| 4     | LAC Quelle Fürth/München (Embaye Hedrit, Stefan Stahl, Harald Hülsenbeck) | 64          |
| 5     | LG Olympia Dortmund (Jens Wilky, Ansgar Lenfers, Jens Freudenau)          | 77          |
| 6     | LC Breisgau (Hartwig Potthin, Sebastian Hock, Jonathan Post)              | 78          |
| 7     | LAC Veltins Hochsauerland (Thorsten Kallweit, Sven Kost, Torsten Kühn)    | 81          |
| 8     | ART Düsseldorf (Mark Blockhaus, Salvatore Di Dio, Frank van Thiel)        | 94          |

Datum: 27. November
fand in Viersen statt

### CrosslaufLangstrecke –9,8 km
| Platz | Athlet, Verein                          | Zeit (min) |
| ----- | --------------------------------------- | ---------- |
| 1     | Rainer Wachenbrunner (LG Nike Berlin)   | 29:15      |
| 2     | André Green (LG Wedel-Pinneberg)        | 29:22      |
| 3     | Mario Kröckert (LG Bayer Leverkusen)    | 29:36      |
| 4     | Martin Block (LG Bayer Leverkusen)      | 29:50      |
| 5     | Georg Diettrich (LG Braunschweig)       | 29:56      |
| 6     | Sebastian Bürklein (TV Wattenscheid 01) | 30:00      |
| 7     | Thorsten Naumann (USC Mainz)            | 30:06      |
| 8     | Daniel Lenz (LG Weinstadt)              | 30:10      |

Datum: 27. November
fand in Viersen statt

### CrosslaufLangstrecke –9,8 km, Mannschaftswertung
| Platz | Verein, Besetzung                                                    | Platzziffer |
| ----- | -------------------------------------------------------------------- | ----------- |
| 1     | TSV Bayer 04 Leverkusen (Mario Kröckert, Martin Block, Guido Streit) | 016         |
| 2     | LG Braunschweig (Georg Diettrich, Jürgen Kerl, Thorsten Witte)       | 042         |
| 3     | LG Wedel-Pinneberg (André Green, Uwe Schimkus, Manuel Rodriguez)     | 063         |
| 4     | SC DHfK Leipzig (Carsten Ender, Torsten Grube, Jens Borrmann)        | 065         |
| 5     | LT Dorsten (Flieger, Wunderlich, Kasimir)                            | 138         |
| 6     | TuS Arloff-Kirspenich (Dr. Markus Netzband, Jürgen Budtke, Schürich) | 141         |
| 7     | DJK Elmar Kohlscheid (Dietmar Lürken, Hans-Gerd Claßen, Ralf Last)   | 149         |
| 8     | Post-SV Telekom Trier (Werner, Dominik Bolten, Welter)               | 163         |

Datum: 27. November
fand in Viersen statt

### Berglauf–13 km
| Platz | Athlet, Verein                            | Zeit (min) |
| ----- | ----------------------------------------- | ---------- |
| 1     | Stefan Wohllebe (TV Waldstraße Wiesbaden) | 55:43      |
| 2     | Christian Englert (TS’G Mutterstadt)      | 56:09      |
| 3     | Helmut Strobl (SVO Germaringen)           | 57:00      |
| 4     | Heiko Schinkitz (SG Adelsberg)            | 57:14      |
| 5     | Walter Ernst (SVO Germaringen)            | 57:22      |
| 6     | Eckhard Wagner (SpVgg Mössingen)          | 57:26      |
| 7     | Martin Sambale (SVO Germaringen)          | 57:35      |
| 8     | Markus Bohmann (USC Freiburg)             | 57:41      |

Datum:12. Juni
fand in Freiburg im Breisgau statt

### Berglauf–13 km, Mannschaftswertung
| Platz | Verein, Besetzung                                                               | Zeit (h) |
| ----- | ------------------------------------------------------------------------------- | -------- |
| 1     | SVO Germaringen I (Helmut Strobl, Walter Ernst, Martin Sambale)                 | 2:21:57  |
| 2     | USC Freiburg (Markus Bohmann, Markus Jenne, Maier)                              | 2:56:21  |
| 3     | SG Adelsberg (Heiko Schinkitz, Andre Singer, Axel Petzsch)                      | 2:59:17  |
| 4     | SSC Hanau-Rodenbach (Dr. Wolfgang Kleinadam, Thomas Seibert, Christian Hartwig) | 3:03:17  |
| 5     | TV Waldstraße Wiesbaden (Stefan Wohllebe, Wilhelm Schüttler, Benjamin Becker)   | 3:04:27  |
| 6     | SVO Germaringen II (Philipp Kehl, Michael Römer, Georg Fischer)                 | 3:05:11  |
| 7     | LT Furtwangen (Guido Dold, Winfried Thurner, Thomas Nobs)                       | 3:05:28  |
| 8     | TSG Heidelberg (Wolfgang Tabouillot, Bernhard Rieseberg, Kraemer)               | 3:08:46  |

Datum:12. Juni
fand in Freiburg im Breisgau statt

## Meisterschaftsresultate Frauen

### 100 m
| Platz | Athletin, Verein                             | Zeit (s) |
| ----- | -------------------------------------------- | -------- |
| 1     | Andrea Philipp (LG Olympia Dortmund)         | 11,40    |
| 2     | Sina Schielke (LG Olympia Dortmund)          | 11,55    |
| 3     | Gabi Rockmeier (LG Olympia Dortmund)         | 11,56    |
| 4     | Shanta Ghosh (LC Rehlingen)                  | 11,61    |
| 5     | Marion Wagner (USC Mainz)                    | 11,64    |
| 6     | Sabrina Mulrain (Rumelner TV)                | 11,68    |
| 7     | Birgit Rockmeier (LG Olympia Dortmund)       | 11,76    |
| 8     | Silke Lichtenhagen (TSV Bayer 04 Leverkusen) | 11,80    |

Datum: 3. Juli
Wind: −1,5 m/s

### 200 m
| Platz | Athletin, Verein                       | Zeit (s) |
| ----- | -------------------------------------- | -------- |
| 1     | Andrea Philipp (LG Olympia Dortmund)   | 23,09    |
| 2     | Gabi Rockmeier (LG Olympia Dortmund)   | 23,32    |
| 3     | Sabrina Mulrain (Rumelner TV)          | 23,34    |
| 4     | Shanta Ghosh (LC Rehlingen)            | 23,38    |
| 5     | Birgit Rockmeier (LG Olympia Dortmund) | 23,45    |
| 6     | Esther Möller (LG Olympia Dortmund)    | 23,47    |
| 7     | Marion Wagner (USC Mainz)              | 23,96    |
| 8     | Nicole Marahrens (LG Weserbergland)    | 24,02    |

Datum: 4. Juli
Wind: −1,5 m/s

### 400 m
| Platz | Athletin, Verein                      | Zeit (s) |
| ----- | ------------------------------------- | -------- |
| 1     | Grit Breuer (SC Magdeburg)            | 50,17    |
| 2     | Anja Rücker (TuS Jena)                | 50,64    |
| 3     | Uta Rohländer (SV Halle)              | 51,48    |
| 4     | Florence Ekpo-Umoh (USC Mainz)        | 51,68    |
| 5     | Anke Feller (TSV Bayer 04 Leverkusen) | 51,82    |
| 6     | Anja Knippel (Erfurter LAC)           | 51,86    |
| 7     | Claudia Marx (LG Nike Berlin)         | 52,26    |
| 8     | Martina Breu (Erfurter LAC)           | 53,47    |

Datum: 3. Juli

### 800 m
| Platz | Athletin, Verein                          | Zeit (min) |
| ----- | ----------------------------------------- | ---------- |
| 1     | Claudia Gesell (LAC Quelle Fürth/München) | 2:01,88    |
| 2     | Linda Kisabaka (LAZ Leipzig)              | 2:02,76    |
| 3     | Heike Meißner (SC Magdeburg)              | 2:03,29    |
| 4     | Simone Beutelspacher (VfL Sindelfingen)   | 2:03,59    |
| 5     | Ivonne Teichmann (SC Magdeburg)           | 2:03,79    |
| 6     | Carmen Wüstenhagen (LAZ Leipzig)          | 2:04,17    |
| 7     | Berit Bauer (Dresdner SC)                 | 2:04,94    |
| 8     | Monika Gradzki (TV Wattenscheid 01)       | 2:07,94    |

Datum: 3. Juli

### 1500 m
| Platz | Athletin, Verein                        | Zeit (min) |
| ----- | --------------------------------------- | ---------- |
| 1     | Kristina da Fonseca-Wollheim (SV Halle) | 4:10,49    |
| 2     | Irina Mikitenko (Eintracht Frankfurt)   | 4:10,89    |
| 3     | Luminita Zaituc (LG Braunschweig)       | 4:11,55    |
| 4     | Anne Bruns (LAV Meppen)                 | 4:12,45    |
| 5     | Carmen Wüstenhagen (LAZ Leipzig)        | 4:12,96    |
| 6     | Doreen Walter (LAC Erdgas Chemnitz)     | 4:15,51    |
| 7     | Anette Wölpert (VfL Waiblingen)         | 4:19,99    |
| 8     | Marlies Hartlieb (OSC Berlin)           | 4:20,87    |

Datum: 4. Juli

### 5000 m
| Platz | Athletin, Verein                                       | Zeit (min) |
| ----- | ------------------------------------------------------ | ---------- |
| 1     | Irina Mikitenko (Eintracht Frankfurt)                  | 15:45,21   |
| 2     | Kristina da Fonseca-Wollheim (SV Halle)                | 15:51,80   |
| 3     | Luminita Zaituc (LG Braunschweig)                      | 15:54,20   |
| 4     | Jana Franke (SCC Berlin)                               | 16:14,48   |
| 5     | Michaela Möller (LG Ratio Münster)                     | 16:28,50   |
| 6     | Petra Maak, geb. Sander (LAV Bayer Uerdingen/Dormagen) | 16:41,65   |
| 7     | Sylvia Nußbeck (TSV Bayer 04 Leverkusen)               | 16:48,76   |
| 8     | Melanie Schulz (SV Creaton Großengottern)              | 16:56,58   |

Datum: 3. Juli

### 10.000 m
| Platz | Athletin, Verein                               | Zeit (min) |
| ----- | ---------------------------------------------- | ---------- |
| 1     | Melanie Kraus (TSV Bayer 04 Leverkusen)        | 33:28,49   |
| 2     | Melanie Schulz (SV Creaton Großengottern)      | 34:16,88   |
| 3     | Johanna Baumgartner (LAC Quelle Fürth/München) | 34:35,49   |
| 4     | Birte Bultmann (VfL Wolfsburg)                 | 35:02,36   |
| 5     | Elisabeth Hanner (Moerser TV)                  | 35:17,11   |
| 6     | Carmen Siewert (SSV Grün-Schwarz Greifswald)   | 35:28,89   |
| 7     | Birgit Rau (LC Euskirchen)                     | 35:32,19   |
| 8     | Victoria Willcox (LG Wilhelmshaven)            | 36:02,36   |

Datum: 22. Mai
fand in Leinfelden statt

### Halbmarathon
| Platz | Athletin, Verein                                       | Zeit (h) |
| ----- | ------------------------------------------------------ | -------- |
| 1     | Katrin Dörre-Heinig (SC DHfK Leipzig)                  | 1:09:41  |
| 2     | Sylvia Renz (OSC Berlin)                               | 1:13:20  |
| 3     | Birgit Jerschabek (ABC Ludwigshafen)                   | 1:13:46  |
| 4     | Anke Laws (USC Cottbus)                                | 1:14:14  |
| 5     | Petra Maak, geb. Sander (LAV Bayer Uerdingen/Dormagen) | 1:15:19  |
| 6     | Sandra Kramer (SV Creaton Großengottern)               | 1:17:19  |
| 7     | Carmen Siewert (SSV Grün-Schwarz Greifswald)           | 1:17:55  |
| 8     | Elisabeth Hanner (Moerser TV)                          | 1:18:00  |

Datum: 27. März
fand in Xanten statt

### Halbmarathon, Mannschaftswertung
| Platz | Verein, Besetzung                                                                  | Zeit (h) |
| ----- | ---------------------------------------------------------------------------------- | -------- |
| 1     | LG Domspitzmilch Regensburg I (Dr. Ellen Schöner, Renate Forstner, Elke Lorenz)    | 4:03:02  |
| 2     | ASC Rosellen/Neuss (Christiane Soeder, Ute Jenke, Bettina Schmidt)                 | 4:07:25  |
| 3     | LG Seesen (Kerstin Brünig, Ines Cronjäger, Karola Weiglein)                        | 4:08:59  |
| 4     | LG Domspitzmilch Regensburg II (Gaby Pfandorfer, Elke Lorenz, Franziska Bachhuber) | 4:18:02  |
| 5     | LG Sieg (Renate-Ella Hoffmann, Hildegard Mockenhaupt, Kornelia Elsen)              | 4:18:02  |
| 6     | LG Wilhelmshaven (Victoria Willcox, Christiane Spallek, Waltraut Schellenberg)     | 4:20:23  |
| 7     | LG Hilden (Elke Kramer, Tanja Krämer, Ulrike Grote)                                | 4:21:11  |
| 8     | LSF Münster (Rita Lanwer, Brigitte Ziegler, Anne Holtkötter)                       | 4:21:37  |

Datum: 27. März
fand in Xanten statt

### Marathon
| Platz | Athletin, Verein                                 | Zeit (h) |
| ----- | ------------------------------------------------ | -------- |
| 1     | Katrin Dörre-Heinig (SC DHfK Leipzig)            | 2:24:35  |
| 2     | Manuela Veith (ABC Ludwigshafen)                 | 2:31:18  |
| 3     | Anke Laws (USC Cottbus)                          | 2:33:05  |
| 4     | Sylvia Renz (OSC Berlin)                         | 2:34:26  |
| 5     | Sandra Kramer (SV Großengottern)                 | 2:40:25  |
| 6     | Romy Lindner (LAC Chemnitz)                      | 2:44:17  |
| 7     | Tina Walter (DJK Schwäbisch Gmünd)               | 2:46:45  |
| 8     | Katharina Kaufmann (LG Domspitzmilch Regensburg) | 2:47:10  |

Datum: 25. April
fand im Rahmen des Hamburg-Marathons statt

### Marathon, Mannschaftswertung
| Platz | Verein, Besetzung                                                                      | Zeit (h) |
| ----- | -------------------------------------------------------------------------------------- | -------- |
| 1     | OSC Berlin (Sylvia Renz, Dr. Annette Wolfrom, Birgit Sonntag)                          | 8:20:35  |
| 2     | LG Domspitzmilch Regensburg (Katharina Kaufmann, Dr. Ellen Schöner, Sophie Berkmiller) | 8:26:54  |
| 3     | LG Seesen (Kerstin Brünig, Karola Weiglein, Heidi Hillebrecht)                         | 8:48:27  |
| 4     | SC DHfK Leipzig (Katrin Dörre-Heinig, Angelika Dreock, Andrea Tauber)                  | 8:56:14  |
| 5     | LAV Hamburg Nord (Gabriele Schult, Isabel Schäfer, Marlis Schröder)                    | 9:03:18  |
| 6     | DLC Aachen (Birgit Kieven, Gabriele Reiners, Mariana Weber)                            | 9:08:27  |
| 7     | TV Geiselhöring 1862 (Traudl Haselbeck, Heidemarie Staller-Willer, Waltraud Sixt)      | 9:14:14  |
| 8     | Post SV Rosenheim (Antje Rieger, Blum, Martine Dawid)                                  | 9:20:58  |

Datum: 25. April
fand im Rahmen des Hamburg-Marathons statt

### 100-km-Straßenlauf
| Platz | Athletin, Verein                        | Zeit (h) |
| ----- | --------------------------------------- | -------- |
| 1     | Tanja Schäfer (LTF Marpingen)           | 7:38:10  |
| 2     | Anke Derscher (SCC Hanau-Rodenbach)     | 7:52:38  |
| 3     | Ulrike Steeger (1. FC Spich)            | 8:29:07  |
| 4     | Katharina Janicke (SCC Hanau-Rodenbach) | 8:37:40  |
| 5     | Angelika Warken (LTF Marpingen)         | 8:45:06  |
| 6     | Martina Spaniol (LTF Marpingen)         | 8:46:17  |
| 7     | Ute Wollenberg (ESV Lokomotive Potsdam) | 9:01:07  |
| 8     | Andrea Neumer (LG Rüsselsheim)          | 9:04:40  |

Datum: 10. April
fand in Troisdorf statt

### 100-km-Straßenlauf, Mannschaftswertung
| Platz | Verein, Besetzung                                                         | Zeit (h) |
| ----- | ------------------------------------------------------------------------- | -------- |
| 1     | LTF Marpingen I (Tanja Schäfer, Angelika Warken, Martina Spaniol)         | 25:09:34 |
| 2     | LTF Marpingen II (Petra Müller, Rita Brill, Giovanna Karle)               | 29:57:54 |
| 3     | LSF Münster (Hildegard Kerkhoff, Marietheres Kellmann, Hildegard Durynek) | 32:35:04 |

Datum: 10. April
fand in Troisdorf statt
nur 3 Mannschaften in der Wertung

### 100 m Hürden
| Platz | Athletin, Verein                                   | Zeit (s) |
| ----- | -------------------------------------------------- | -------- |
| 1     | Birgit Hamann, geb. Wolf (VfL Sindelfingen)        | 13,04    |
| 2     | Kirsten Bolm (TV Scheeßel Eichenschule)            | 13,05    |
| 3     | Heike Blassneck (Eintracht Frankfurt)              | 13,17    |
| 4     | Tessy Prediger (SC Magdeburg)                      | 13,48    |
| 5     | Juliane Sprenger (LG Kindelsberg Kreuztal)         | 13,52    |
| 6     | Karin Ertl, geb. Specht (LAC Quelle Fürth/München) | 13,61    |
| 7     | Silke Werle (LAZ Zweibrücken)                      | 13,70    |
| 8     | Irina Matschke (LG Bamberg)                        | 13,72    |

Datum: 4. Juli
Wind: −0,5 m/s

### 400 m Hürden
| Platz | Athletin, Verein                          | Zeit        |
| ----- | ----------------------------------------- | ----------- |
| 1     | Silvia Rieger (SV Emden-Harsweg)          | 0055,09 s00 |
| 2     | Ulrike Urbansky (SC Magdeburg)            | 0055,68 s00 |
| 3     | Karla Faulhaber (Dresdner SC)             | 0055,76 s00 |
| 4     | Claudia Jung (Dresdner SC)                | 0057,30 s00 |
| 5     | Anja Höcke (LAV Bayer Uerdingen/Dormagen) | 0058,38 s00 |
| 6     | Ulrike Schroth (LG Staufen)               | 0059,12 s00 |
| 7     | Corina Pape (ASV Köln)                    | 0059,26 s00 |
| 8     | Anika Ahrens (Hamburger SV)               | 1:00,48 min |

Datum: 3. Juli

### 4 × 100 m Staffel
| Platz | Verein, Besetzung                                                                                       | Zeit (s) |
| ----- | --- | -------- |
| 1     | LG Olympia Dortmund (Esther Möller, Gabi Rockmeier, Birgit Rockmeier, Andrea Philipp)                   | 43,21    |
| 2     | VfL Sindelfingen (Birgit Hamann – geb. Wolf, Simone Beutelspacher, Kerstin Grötzinger, Stephanie Kampf) | 45,13    |
| 3     | USC Mainz (Florence Ekpo-Umoh, Mona Steigauf, Andrea Luy, Marion Wagner)                                | 45,21    |
| 4     | LT DSHS Köln (Melanie Chrzan, Alice Reuss, Sandra Görigk, Sabine Siepelt)                               | 45,23    |
| 5     | LG Potsdam LSH (Kirstin Bieneck, Anne Schäperkötter, Karen Tinsner, Jana Schönenberger)                 | 45,88    |
| 6     | TV Wattenscheid 01 (Caroline Elmers, Anne Stein, Natascha Rother, Kirsten Braun)                        | 46,39    |
| 7     | LAV Bayer Uerdingen/Dormagen (Sabine Sterken, Ina Cordes, Andrea Lammerding, Katja Fust)                | 46,64    |
| 8     | LG Staufen (Bettina Ritz, Carola Heilig, Andrea Walper, Tatjana Koob)                                   | 46,77    |

Datum: 3. Juli

### 4 × 400 m Staffel
| Platz | Verein, Besetzung                                                                             | Zeit (min) |
| ----- | --------------------------------------------------------------------------------------------- | ---------- |
| 1     | SC Magdeburg (Ulrike Urbansky, Ivonne Teichmann, Heike Meißner, Grit Breuer)                  | 3:29,74    |
| 2     | Dresdner SC (Susanne Merkel, Claudia Jung, Bauer, Karla Faulhaber)                            | 3:32,04    |
| 3     | Erfurter LAC (Nancy Kette, Martina Breu, Doreen Harstick, Anja Knippel)                       | 3:36,06    |
| 4     | LAC Quelle Fürth/München (Heike Scholz, Claudia Gesell, Monika Weilhammer, Peggy Müller)      | 3:37,75    |
| 5     | LAV Bayer Uerdingen/Dormagen (Ina Cordes, Andrea Lammerding, Melanie Klein-Arndt, Anja Höcke) | 3:38,13    |
| 6     | LG Nike Berlin (Juliane Erber, Anja Neupert, Claudia Hoffmann, Claudia Marx)                  | 3:38,50    |
| 7     | ASV Köln (Maren Schott, Corina Pape, Wiebke Steffen, Meike Flore)                             | 3:39,65    |
| 8     | LG Potsdam LSH (Karen Tinsner, Claudine Szendrei, S. Choyna, Jana Schönenberger)              | 3:43,46    |

Datum: 4. Juli

### 3 × 800 m Staffel
| Platz | Verein, Besetzung                                                                 | Zeit (min) |
| ----- | --------------------------------------------------------------------------------- | ---------- |
| 1     | LAC Quelle Fürth/München (Monika Weilhammer, Daniela Struckmeyer, Claudia Gesell) | 6:17,57    |
| 2     | LAV Bayer Uerdingen/Dormagen (Andrea Lammerding, Anja Höcke, Melanie Klein-Arndt) | 6:21,20    |
| 3     | TSV Bayer 04 Leverkusen (Sigrid Bühler, Sylvia Nußbeck, Dagmar de Haan)           | 6:28,77    |
| 4     | ASV Köln (Meike Flore, Corina Pape, Maren Schott)                                 | 6:29,63    |
| 5     | Eintracht Frankfurt (Katja Müller, Steffi Kallensee, Ursula Friedmann)            | 6:37,73    |
| 6     | LAG Mittlere Isar (Barbara Wörner, Susanne Falkenstein, Evelin Richter)           | 6:44,62    |
| 7     | TSG 1862 Weinheim (Heike Grimm, Ursula Großmann, Martina Geißler-Muck)            | 6:46,70    |
| 8     | TSG Bergedorf (Ann Kathrin Bödding, Kristina Klockmann, Ulrike Ahlborn)           | 6:47,24    |

Datum: 11. Juli
fand in Duisburg statt

### 10.000-m-Bahngehen
| Platz | Athletin, Verein                   | Zeit (min) |
| ----- | ---------------------------------- | ---------- |
| 1     | Nicole Best (TV Groß-Gerau)        | 47:58,84   |
| 2     | Andrea Meloni (Diezer TSK Oranien) | 48:08,66   |
| 3     | Denise Friedenberger (SCC Berlin)  | 48:24,88   |
| 4     | Annett Amberg (LAZ Leipzig)        | 49:54,39   |
| 5     | Gabriele Herold (LAZ Leipzig)      | 50:19,63   |
| 6     | Ulrike Sander (VfB Coburg)         | 56:34,09   |
| 7     | Dania Werner (TV Groß-Gerau)       | 57:42,20   |
| 8     | Antje Kahr (THW Kiel)              | 59:07,38   |

Datum: 3. Juli

### 20-km-Gehen
| Platz | Athletin, Verein                                 | Zeit (h) |
| ----- | ------------------------------------------------ | -------- |
| 1     | Beate Gummelt, geb. Anders (LAC Halensee Berlin) | 1:34:28  |
| 2     | Gabriele Herold (LAC Quelle Fürth/München)       | 1:36:17  |
| 3     | Denise Friedenberger (SCC Berlin)                | 1:38:03  |
| 4     | Annett Amberg (LAZ Leipzig)                      | 1:40:58  |
| 5     | Andrea Meloni (Diezer TSK Oranien)               | 1:44:04  |
| 6     | Ulrike Sander (VfB Coburg)                       | 1:51:49  |
| 7     | Regina Meinlschmidt (THW Kiel)                   | 1:54:58  |
| 8     | Andrea Maier (SV Breitenbrunn)                   | 2:01:12  |

Datum: 6. Juni
fand in Naumburg statt

### Hochsprung
| Platz | Athletin, Verein                                      | Höhe (m) |
| ----- | ----------------------------------------------------- | -------- |
| 1     | Heike Henkel, geb. Redetzky (TSV Bayer 04 Leverkusen) | 1,90     |
| 2     | Amewu Mensah (TSV Bayer 04 Leverkusen)                | 1,87     |
| 3     | Alina Astafei (MTG Mannheim)                          | 1,84     |
| 3     | Birgit Kähler (LAV Bayer Uerdingen/Dormagen)          | 1,84     |
| 5     | Dorothea Brüggmann (TK Hannover)                      | 1,80     |
| 5     | Elena Herzenberg (ABC Ludwigshafen)                   | 1,80     |
| 5     | Sophia Sagonas (LG Seligenstadt)                      | 1,80     |
| 8     | Kerstin Schlawitz (Dresdner SC)                       | 1,75     |

Datum: 3. Juli

### Stabhochsprung
| Platz | Athletin, Verein                                | Höhe (m) |
| ----- | ----------------------------------------------- | -------- |
| 1     | Yvonne Buschbaum (LG VfB/Kickers Stuttgart)     | 4,40     |
| 2     | Anastasija Ryzih (LAZ Zweibrücken)              | 4,30     |
| 3     | Annika Becker (LGA Rotenburg/Bebra)             | 4,30     |
| 4     | Monika Götz (LAC Quelle Fürth/München)          | 4,20     |
| 5     | Christine Adams (TSV Bayer 04 Leverkusen)       | 4,10     |
| 6     | Sabine Schulte (LG Bonn/Troisdorf/Niederkassel) | 4,10     |
| 7     | Kristina Zeyhle (LG VfB/Kickers Stuttgart)      | 3,90     |
| 8     | Martina Strutz (Schweriner SC)                  | 3,90     |

Datum: 4. Juli

### Weitsprung
| Platz | Athletin, Verein                               | Weite (m) |
| ----- | ---------------------------------------------- | --------- |
| 1     | Heike Drechsler, geb. Daute (ABC Ludwigshafen) | 6,75      |
| 2     | Susen Tiedtke (LAC Erdgas Chemnitz)            | 6,70      |
| 3     | Elena Persina (BV Teutonia Dortmund-Lanstrop)  | 6,60      |
| 4     | Ines Leiwesmeier (LC Paderborn)                | 6,59      |
| 5     | Sofia Schulte (LAG Siegen)                     | 6,41      |
| 6     | Bianca Kappler (Halstenbeker TS)               | 6,40      |
| 7     | Sabine Braun (TV Wattenscheid 01)              | 6,33      |
| 8     | Stephanie Hort (SV Saar 05 Saarbrücken)        | 6,27      |

Datum: 4. Juli

### Dreisprung
| Platz | Athletin, Verein                     | Weite (m) |
| ----- | ------------------------------------ | --------- |
| 1     | Katja Umlauft (Berliner SC)          | 13,43     |
| 2     | Nicole Herschmann (OSC Berlin)       | 13,32     |
| 3     | Claudine Szendrei (LG Potsdam LSH)   | 13,27     |
| 4     | Jacqueline Mau (LAC Erdgas Chemnitz) | 13,26     |
| 5     | Kerstin Hodea (Schweriner SC)        | 13,11     |
| 6     | Ines Seeger (LG Nord Berlin)         | 12,97     |
| 7     | Lysann Böttcher (TuS Jena)           | 12,76     |
| 8     | Katja Glasl (SV Halle)               | 12,74     |

Datum: 3. Juli

### Kugelstoßen
| Platz | Athletin, Verein                               | Weite (m) |
| ----- | ---------------------------------------------- | --------- |
| 1     | Astrid Kumbernuss (SC Neubrandenburg)          | 19,21     |
| 2     | Nadine Kleinert (SC Magdeburg)                 | 19,10     |
| 3     | Nadine Beckel (Schweriner SC)                  | 17,45     |
| 4     | Ilona Beyer (TV Wattenscheid 01)               | 17,19     |
| 5     | Nadine Banse (SC Neubrandenburg)               | 17,16     |
| 6     | Claudia Venghaus (TSV Bayer 04 Leverkusen)     | 16,51     |
| 7     | Martina Greithanner (LAC Quelle Fürth/München) | 15,79     |
| 8     | Sandra Harms (LG Reinheim/Goß Bieberau)        | 15,72     |

Datum: 4. Juli

### Diskuswurf
| Platz | Athletin, Verein                               | Weite (m) |
| ----- | ---------------------------------------------- | --------- |
| 1     | Franka Dietzsch (SC Neubrandenburg)            | 66,33     |
| 2     | Sabine Sievers (SC Riesa)                      | 63,23     |
| 3     | Ilke Wyludda (LAC Erdgas Chemnitz)             | 62,66     |
| 4     | Anja Möllenbeck, geb. Gündler (SC Magdeburg)   | 61,99     |
| 5     | Kathleen Hering (LAZ Leipzig)                  | 61,00     |
| 6     | Nadine Beckel (Schweriner SC)                  | 55,72     |
| 7     | Martina Greithanner (LAC Quelle Fürth/München) | 53,81     |
| 8     | Katrin Koch (LG VfB/Kickers Stuttgart)         | 52,60     |

Datum: 3. Juli

### Hammerwurf
| Platz | Athletin, Verein                           | Weite (m) |
| ----- | ------------------------------------------ | --------- |
| 1     | Simone Mathes (TSV Bayer 04 Leverkusen)    | 65,29     |
| 2     | Kirsten Münchow (LAC Quelle Fürth/München) | 65,28     |
| 3     | Bianca Achilles (TSV Bayer 04 Leverkusen)  | 64,64     |
| 4     | Manuela Priemer (LAC Quelle Fürth/München) | 63,57     |
| 5     | Susanne Keil (Eintracht Frankfurt)         | 60,64     |
| 6     | Tina Schäfer (MTG Mannheim)                | 59,18     |
| 7     | Andrea Bunjes (SV Holtland)                | 56,23     |
| 8     | Christine Nannen (SV Holtland)             | 51,25     |

Datum: 3. Juli

### Speerwurf
| Platz | Athletin, Verein                                   | Weite (m) |
| ----- | -------------------------------------------------- | --------- |
| 1     | Tanja Damaske (OSC Berlin)                         | 66,91     |
| 2     | Karen Forkel (SV Halle)                            | 65,17     |
| 3     | Steffi Nerius (TSV Bayer 04 Leverkusen)            | 61,08     |
| 4     | Dörthe Friedrich (LG Karlsruhe)                    | 60,30     |
| 5     | Susann Mathies (Hallesche Leichtathletik-Freunde)  | 57,64     |
| 6     | Jana Woytkowska (Hallesche Leichtathletik-Freunde) | 57,43     |
| 7     | Dana Lehmann (Hallesche Leichtathletik-Freunde)    | 55,42     |
| 8     | Svenja Schilling (TV Wattenscheid 01)              | 54,72     |

Datum: 4. Juli

### Siebenkampf
| Platz | Athletin, Verein                                   | Leistung (Pkte) |
| ----- | -------------------------------------------------- | --------------- |
| 1     | Karin Ertl, geb. Specht (LAC Quelle Fürth/München) | 6255            |
| 2     | Mona Steigauf (USC Mainz)                          | 5895            |
| 3     | Beatrice Mau (Mellendorfer TV)                     | 5695            |
| 4     | Silke Knut (TSV Bayer 04 Leverkusen)               | 5646            |
| 5     | Andrea Seitz (MTV Ingolstadt)                      | 5454            |
| 6     | Ulrike Schroth (LG Staufen)                        | 5448            |
| 7     | Yvonne Siermann (TSV Bayer 04 Leverkusen)          | 5269            |
| 8     | Katrein Schroeder (MTV Ingolstadt)                 | 5180            |

Datum: 4./5. September
fand in Lage statt

### Siebenkampf, Mannschaftswertung
| Platz | Verein, Besetzung                                                       | Leistung (Pkte) |
| ----- | ----------------------------------------------------------------------- | --------------- |
| 1     | MTV Ingolstadt (Andrea Seitz, Katrein Schroeder, Sinnika Schneider)     | 15.790          |
| 2     | TSV Bayer 04 Leverkusen (Silke Knut, Yvonne Siermann, Nadine Jäckering) | 15.564          |
| 3     | USC Mainz (Mona Steigauf, Birte Lux, Denise Kleinz)                     | 15.026          |
| 4     | Kieler TB (Wiebke Klauder, Antje Walter, Anke Roggenbrodt)              | 14.726          |
| 5     | TSV Schwabmünchen (Meier, Johanna Beran, Glöckel)                       | 13.415          |
| 6     | LT DSHS Köln (Rebekka Kemmler, Hedtstück, Imke Dunker)                  | 12.887          |

Datum: 4./5. September
fand in Lage statt
nur 6 Mannschaften in der Wertung

### CrosslaufMittelstrecke –3,5 km
| Platz | Athletin, Verein                                | Zeit (min) |
| ----- | ----------------------------------------------- | ---------- |
| 1     | Luminita Zaituc (LG Braunschweig)               | 11:44      |
| 2     | Anne Bruns (LAV Süchteln)                       | 11:47      |
| 3     | Kathrin Wolf (LAC Quelle Fürth/München)         | 11:50      |
| 4     | Christiane Soeder (ASC Rosellen/Neuss)          | 11:53      |
| 5     | Dr. Ellen Schöner (LG Domspitzmilch Regensburg) | 12:07      |
| 6     | Tina Walter (DJK Schwäbisch Gmünd)              | 12:10      |
| 7     | Annette Weiss (Siegburger TV)                   | 12:12      |
| 8     | Carmen Siewert (SSV Grün-Schwarz Greifswald)    | 12:13      |

Datum: 27. November
fand in Viersen statt

### CrosslaufMittelstrecke –3,5 km, Mannschaftswertung
| Platz | Verein, Besetzung                                                                        | Platzziffer |
| ----- | ---------------------------------------------------------------------------------------- | ----------- |
| 1     | LG Domspitzmilch Regensburg I (Dr. Ellen Schöner, Sophie Berkmiller, Katharina Kaufmann) | 028         |
| 2     | ASC Rosellen/Neuss (Christiane Soeder, Susanne Wildner, Bettina Schmidt)                 | 056         |
| 3     | LAC Quelle Fürth/München (Kathrin Wolf, Angela Stark, Daniela Struckmeyer)               | 058         |
| 4     | LAV Tübingen (Astrid Wingler, Katja Mayer, Nina Rengers)                                 | 067         |
| 5     | ESV Münster (Maria Weßling, Martina Stienemann, Petra Schmiemann)                        | 077         |
| 6     | LAG Mittlere Isar (Kathrin Luxenhofer, Susanne Falkenstein, Gabriele Falkenstein)        | 079         |
| 7     | ASV Köln (Klippel, Maren Schott, Hirsch)                                                 | 103         |
| 8     | LG Domspitzmilch Regensburg II (Elke Lorenz, Andrea Scharrer, Franziska Bachhuber)       | 105         |

Datum: 27. November
fand in Viersen statt

### CrosslaufLangstrecke –7,6 km
| Platz | Athletin, Verein                                    | Zeit (min) |
| ----- | --------------------------------------------------- | ---------- |
| 1     | Sonja Oberem, geb. Krolik (TSV Bayer 04 Leverkusen) | 25:37      |
| 2     | Melanie Kraus (TSV Bayer 04 Leverkusen)             | 26:10      |
| 3     | Sylvia Nußbeck (TSV Bayer 04 Leverkusen)            | 26:36      |
| 4     | Maren Östringer (TSG Wiesloch)                      | 26:52      |
| 5     | Dr. Ellen Schöner (LG Domspitzmilch Regensburg)     | 27:53      |
| 6     | Birte Bultmann (VfL Wolfsburg)                      | 27:59      |
| 7     | Stefanie Buss (ASC Rosellen/Neuss)                  | 28:04      |
| 8     | Karen Friedrichsen (TSV Langenhorn)                 | 28:07      |

Datum: 27. November
fand in Viersen statt

### CrosslaufLangstrecke –7,6 km, Mannschaftswertung
| Platz | Verein, Besetzung                                                                   | Platzziffer |
| ----- | ----------------------------------------------------------------------------------- | ----------- |
| 1     | TSV Bayer 04 Leverkusen (Sonja Oberem – geb. Krolik, Melanie Kraus, Sylvia Nußbeck) | 06          |
| 2     | ASC Rosellen/Neuss (Stefanie Buss, Christiane Soeder, Ute Jenke)                    | 32          |
| 3     | LG Domspitzmilch Regensburg (Dr. Ellen Schöner, Melanie Hohenester, Anne Toffel)    | 39          |
| 4     | Post-SV Telekom Trier (Nicole Scholtes, Monika Vieh, Elfi Dewald)                   | 72          |

Datum: 27. November
fand in Viersen statt
nur 4 Mannschaften in der Wertung

### Berglauf–13 km
| Platz | Athletin, Verein                                | Zeit (h) |
| ----- | ----------------------------------------------- | -------- |
| 1     | Johanna Baumgartner (LAC Quelle Fürth/München)  | 1:04:27  |
| 2     | Birgit Lennartz-Lohrengel (LLG St. Augustin)    | 1:06:36  |
| 3     | Dr. Ellen Schöner (LG Domspitzmilch Regensburg) | 1:06:56  |
| 4     | Romy Lindner (LAC Erdgas Chemnitz)              | 1:07:36  |
| 5     | Gudrun de Pay (TSV Trochtelfingen)              | 1:08:24  |
| 6     | Claudia Winsky (Gundelfinger TS)                | 1:09:17  |
| 7     | Ute Haarmann (SG Wenden)                        | 1:09:26  |
| 8     | Barbara Imgraben (TV Britzingen)                | 1:11:15  |

Datum:12. Juni
fand in Freiburg im Breisgau statt

### Berglauf–13 km, Mannschaftswertung
| Platz | Verein, Besetzung                                                                        | Platzziffer |
| ----- | ---------------------------------------------------------------------------------------- | ----------- |
| 1     | LG Domspitzmilch Regensburg I (Dr. Ellen Schöner, Renate Forstner, Melanie Hohenester)   | 023         |
| 2     | LG Domspitzmilch Regensburg II (Sophie Berkmiller, Andrea Scharrer, Franziska Bachhuber) | 061         |
| 3     | Freiburger FC I (Doll, Bello, Lacatos-Schmittel)                                         | 070         |
| 4     | Gundelfinger TS (Claudia Winsky, Doris Gauer-Keller, Helga Matusza)                      | 72          |
| 5     | LT Furtwangen (Ursula Hermann, Elke Schlageter, Gudrun Leiber)                           | 084         |
| 6     | Freiburger FC II (Schlemmer, Schaubhut, Günter)                                          | 102         |

Datum:12. Juni
fand in Freiburg im Breisgau statt
nur 6 Mannschaften in der Wertung

## Video
- Deutsche Leichtathletik Meisterschaften Erfurt 1999, youtube.com, abgerufen am 24. April 2021